# OpenRISC
OpenRISC és un disseny de CPU RISC d'especificació obert, realitzat per OpenCores i publicat sota la llicència LGPL. El disseny estè implementat amb el llenguatge de descripció de hardware (HDL) verilog, ha estat fabricat exitosament tant com circuit integrat ASIC com implementat mitjançant entorns FPGA.
La GNU toolchain ha estat portada a OpenRISC per permetre el desenvolupament en diferents llenguatges. Linux i uClinux han estat també portats a aquest processador.